# Olios flavidus
Olios flavidus là một loài nhện trong họ Sparassidae.
Loài này thuộc chi Olios. Olios flavidus được Octavius Pickard-Cambridge miêu tả năm 1885.